# フェアモント (ウェストバージニア州)
フェアモント（英: Fairmont）は、アメリカ合衆国ウェストバージニア州北部の都市。マリオン郡の郡庁所在地である。人口は1万8416人（2020年）。

## 歴史

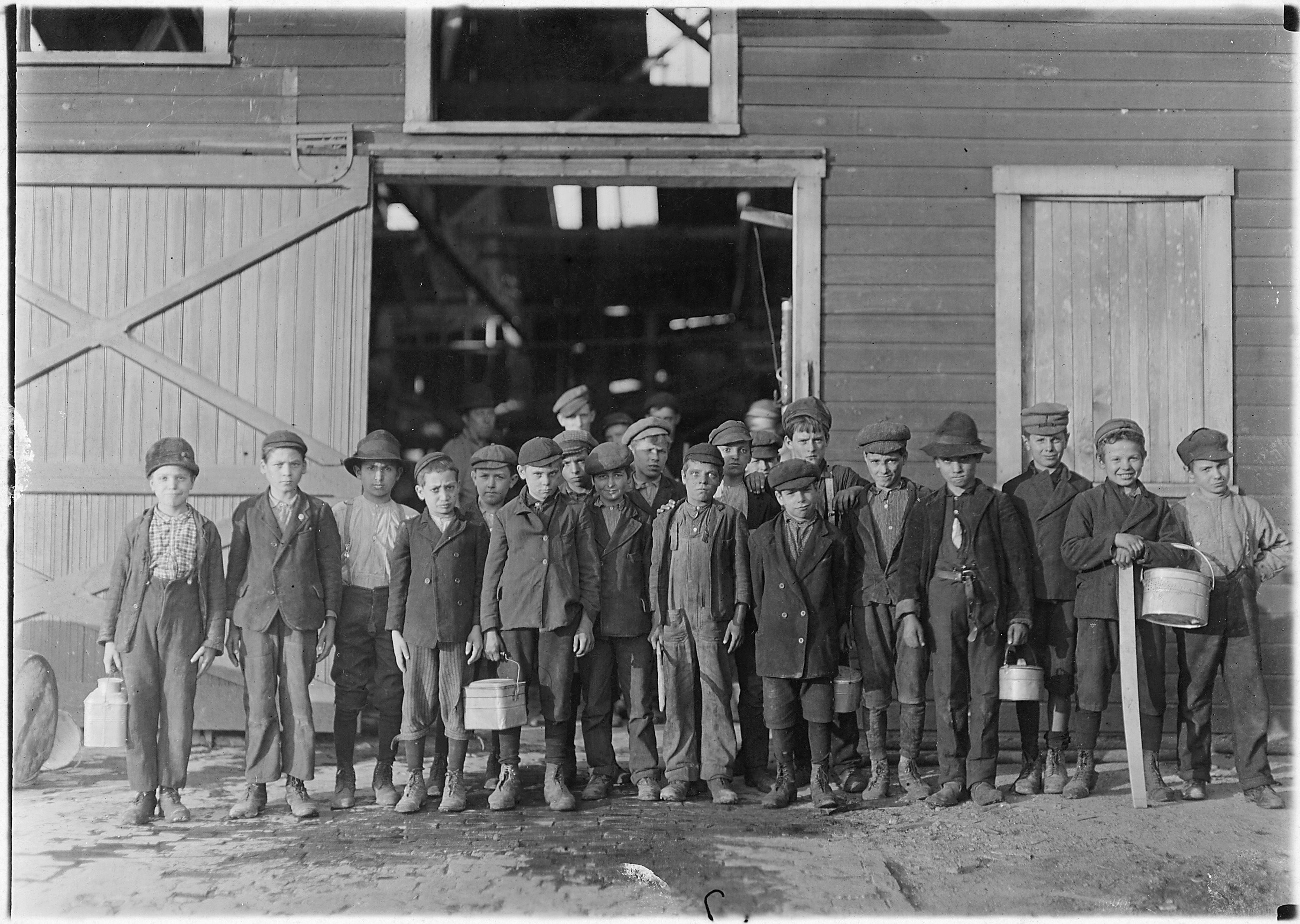
モヌーガル・ガラス工場の児童労働者、1908年にルイス・ハインが撮影

ウィリアム・バーンズは1735年の生まれであり、愛国者と認められ、アメリカ独立戦争の民兵だった。彼がフェアモントと周辺地域に住んでいるバーンズ家の祖先であり、現在のマリオン郡とフェアモントとなった場所に住んだ最初の者だった。現在のフェアモント市貯水池がある場所の上近くに穀物を加工するトウモロコシ製粉場を建設した。開拓時代のその家はフェアモント化学会社が建設されている場所に建っていた。
伝承に拠れば、1808年、ボーズ・フレミングが毎年のようにクラークスバーグに行って、兄弟がハリソン郡に収める税金を払った。クラークスバーグに居る間に、従妹のドリー・マディソンが出席する社会的な集まりに参加した。フレミングはマディソンに、毎年モノンガリア郡の税金を払い、兄弟のためにハリソン郡の税金を払うために、家から100マイルを旅して来なければならないことについて不平を言った。マディソンはフレミングに独自の郡を起こして、それほどの旅をしなくて済むようにすればよいと提案したと考えられている。その6年後、フレミングはその通りに実行する請願書を回覧し、提案する郡をドリーとその夫のジェームズ・マディソン大統領にちなんでマディソンと名付けた。その請願書はバージニア州議会に提出するに足るだけの支持を得られなかった。フレミングはその後、自分の農場近くに町を創ることに注力した。1819年、クラークスバーグからモーガンタウンまでの道路が建設された。フレミングの農場はその2つの町のほぼ中間点にあり、休憩するには良い場所だった。1819年、モノンガヒラ川の西岸に町の区画割りを行った。そこは1820年1月19日に法人化された。この町がクラークスバーグとモーガンタウンの中間にあったからミドルタウンと呼ばれたのか、あるいはフレミングの最初の妻、エリザベス・ハッチンソンがデラウェア州ミドルタウンの出身だったからミドルタウンと名付けられたのか、不明である。1842年2月18日、ミドルタウンは新設なったマリオン郡の最初の郡庁所在地に指定された。当時、ウィリアム・ヘイモンドが、町には美しいモノンガヒラ川を見下ろす地点があり、そこが「美しい山」（フェア・マウント）であるから、町の名を「フェアモント」と変えることを提案した。フェアモントのボロは1843年にバージニア州議会によって法人化された。
市内のカントリークラブ・ベイカリーが「ペペローニ・ロールの発祥地」である。
フェアモント州立大学美術学部の長だったルエラ・マンデルが、ヘレン・ホイットニーによるドキュメンタリー『アメリカの異端審問』の対象になった。マンデルはマッカーシズム時代に作られたブラックリストの犠牲者であり、そのドキュメンタリーは、当時の否定的な影響がウェストバージニア州の小さな町にまで如何に及んだかを描いている。このドキュメンタリーはアメリカ合衆国憲法修正第一条について有名な裁判の主題だった。
1908年7月5日、フェアモントは最初の父の日を祝った場所になった。その数か月前モノンガー鉱山事故で失われた200人以上の父達の栄誉を祝ったものだった。しかしフェアモントもウェストバージニア州もその日を公式の祝日にしようとはしなかったので、時の経過と共に他の町が発祥の地を自称するようになった。

## 地理
タイガートバレー川とウェストフォーク川がフェアモントで合流してモノンガヒラ川となる。モノンガヒラ川の支流であるバッファロー・クリークが市の北部を流れている。
アメリカ陸軍工兵司令部に拠れば、フェアモントは大洋から最も遠い港湾市である。内陸の水路を経由したその距離は2,085マイル (3,336 km) である。
アメリカ合衆国国勢調査局に拠れば、市域全面積は9.00平方マイル (23.31 km2)であり、このうち陸地8.62平方マイル (22.33 km2)、水域は0.38平方マイル (0.98 km2)で水域率は4.20%である。

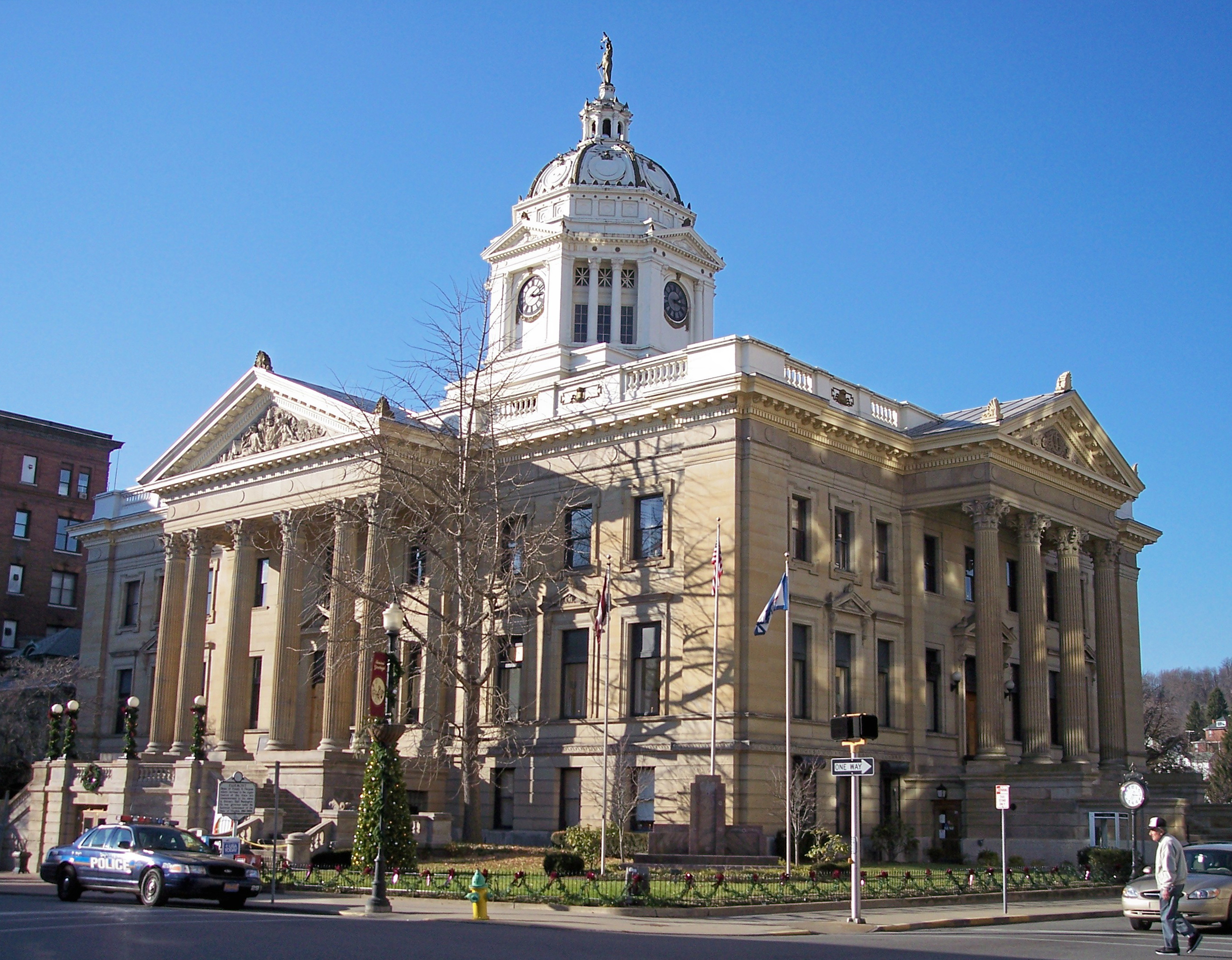
マリオン郡庁舎

## 気候
| フェアモントの気候     | フェアモントの気候 | フェアモントの気候 | フェアモントの気候 | フェアモントの気候 | フェアモントの気候 | フェアモントの気候 | フェアモントの気候 | フェアモントの気候 | フェアモントの気候 | フェアモントの気候 | フェアモントの気候 | フェアモントの気候 | フェアモントの気候 |
| 月                     | 1月                | 2月                | 3月                | 4月                | 5月                | 6月                | 7月                | 8月                | 9月                | 10月               | 11月               | 12月               | 年                 |
| ---------------------- | ------------------ | ------------------ | ------------------ | ------------------ | ------------------ | ------------------ | ------------------ | ------------------ | ------------------ | ------------------ | ------------------ | ------------------ | ------------------ |
| 平均最高気温 °F （°C） | 38 (3)             | 42 (6)             | 53 (12)            | 64 (18)            | 73 (23)            | 80 (27)            | 83 (28)            | 82 (28)            | 76 (24)            | 65 (18)            | 53 (12)            | 42 (6)             | 62.6 (17.1)        |
| 平均最低気温 °F （°C） | 20 (−7)            | 22 (−6)            | 30 (−1)            | 38 (3)             | 49 (9)             | 57 (14)            | 61 (16)            | 60 (16)            | 53 (12)            | 41 (5)             | 33 (1)             | 25 (−4)            | 40.8 (4.8)         |
| 降水量 inch （mm）     | 3.45 (87.6)        | 2.95 (74.9)        | 4.07 (103.4)       | 3.59 (91.2)        | 4.85 (123.2)       | 4.24 (107.7)       | 4.92 (125)         | 4.18 (106.2)       | 3.51 (89.2)        | 3.03 (77)          | 3.68 (93.5)        | 3.38 (85.9)        | 45.85 (1,164.8)    |
| 出典：weather.com      |                    |                    |                    |                    |                    |                    |                    |                    |                    |                    |                    |                    |                    |

## 交通

### 高規格道路
フェアモントはウェストバージニア州の北中部に位置し、州間高速道路79号線、ハイテク回廊に沿っている。その他の主要道路は以下の通りである。
- 州間高速道路79号線
- アメリカ国道19号線
- アメリカ国道250号線
- ウェストバージニア州道310号線
- ウェストバージニア州道273号線

### 空港
フェアモント市民空港（フランクマン飛行場）はフェアモント中心事業地区から南西4キロメートルにある公共用途空港である。フェアモント・マリオン郡地域空港局が所有している。

## 人口動態

### 2010年国勢調査
以下は2010年国勢調査による人口統計データである。
| 基礎データ - 人口: 18,704 人 - 世帯数: 8,133 世帯 - 家族数: 4,424 家族 - 人口密度: 837.8人/km2（2,169.8人/mi2） - 住居数: 9,200 軒 - 住居密度: 412.1軒/km2（1,067.3 軒/mi2） 人種別人口構成 - 白人: 88.9% - アフリカン・アメリカン: 7.5% - ネイティブ・アメリカン: 0.2% - アジア人: 0.6% - その他の人種: 0.4% - 混血: 2.3% - ヒスパニック・ラテン系: 1.4% | 年齢別人口構成 - 18歳未満: 18% - 18-24歳: 16.2% - 25-44歳: 25% - 45-64歳: 24.4% - 65歳以上: 16.5% - 年齢の中央値: 37歳 - 性比（女性100人あたり男性の人口） - 総人口: 93.1 世帯と家族（対世帯数） - 18歳未満の子供がいる: 24.1% - 結婚・同居している夫婦: 37.7% - 未婚・離婚・死別女性が世帯主: 12.5% - 非家族世帯: 45.6% - 単身世帯: 36.0% - 65歳以上の老人1人暮らし: 14.1% - 平均構成人数 - 世帯: 2.16人 - 家族: 2.83人 |

### 2000年国勢調査
以下は2000年国勢調査による人口統計データである。
| 基礎データ - 人口: 19,097 人 - 世帯数: 8,447 世帯 - 家族数: 4,671 家族 - 人口密度: 941.7人/km2（2,438.5 人/mi2） - 住居数: 9,755 軒 - 住居密度: 481.0軒/km2（1,245.6 軒/mi2） 人種別人口構成 - 白人: 90.16% - アフリカン・アメリカン: 7.26% - ネイティブ・アメリカン: 0.26% - アジア人: 0.61% - 太平洋諸島系: 0.02% - その他の人種: 0.20% - 混血: 1.49% - ヒスパニック・ラテン系: 0.82% | 年齢別人口構成 - 18歳未満: 18.4% - 18-24歳: 14.9% - 25-44歳: 24.1% - 45-64歳: 22.2% - 65歳以上: 20.4% - 年齢の中央値: 39歳 - 性比（女性100人あたり男性の人口） - 総人口: 87.0 - 18歳以上: 83.3 世帯と家族（対世帯数） - 18歳未満の子供がいる: 21.4% - 結婚・同居している夫婦: 40.2% - 未婚・離婚・死別女性が世帯主: 11.7% - 非家族世帯: 44.7% - 単身世帯: 36.4% - 65歳以上の老人1人暮らし: 16.8% - 平均構成人数 - 世帯: 2.16人 - 家族: 2.83人 | 収入と家計 - 収入の中央値 - 世帯: 25,628米ドル - 家族: 37,126米ドル - 性別 - 男性: 27,944米ドル - 女性: 20,401米ドル - 人口1人あたり収入: 16,062米ドル - 貧困線以下 - 対人口: 20.1% - 対家族数: 12.6% - 18歳未満: 22.0% - 65歳以上: 9.7% |

## 市政府
フェアモント市は市政委員会・マネジャー方式の政府を採用しており、市長が市政委員会の議長を務め、市マネジャーが日々の運営を管理している。市政委員は市内9つの小選挙区から1人ずつ選ばれ、互選で市長と副市長を選出している。

### 歴代市長
- ウィリアム・エルザ・アーネット 1906-1908
- マシュー・M・ニーリー 1908–1910
- ウィリアム・コンアウェイ
- A・C・ウェスト
- フレッド・T・ウィルソン 1935–1940
- フレッド・T・ウィルソン 1944–1945
- アルバート・F・ロバートソン 1947–1950
- ジェイムズ・H・ハンウェイ 1951–1955
- ウィリアム・G・マイアー 1959
- フォレスト・L・スプリンガー
- アルバート・F・ロビンソン
- J・リチャード・デイビス
- ウィリアム・M・ホーキンス
- グレゴリー・T・ヒントン
- チャールズ・G・マンリー2世 1994-1996
- ニック・L・ファンタジア 1996-2006
- S・スコット・シアーズ 2007–2009
- マット・デリガッティ 2009-2010
- ビル・バーディック 2011-2012
- ロン・ストレート 2013-現在

## ランドマーク

### フェアモント・シニア高校

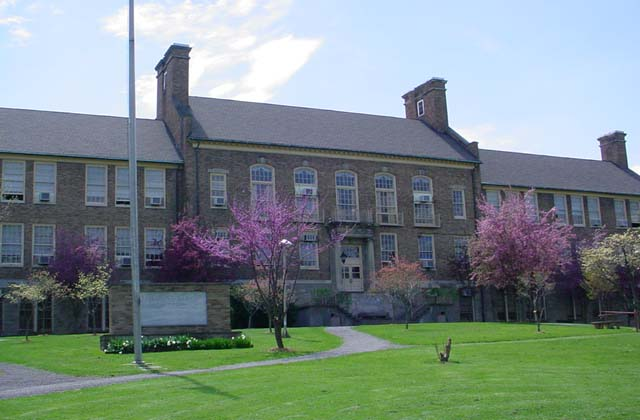
フェアモント・シニア高校

フェアモント・シニア高校は歴史ある中等教育学校であり、その校舎は2002年3月22日にアメリカ合衆国国家歴史登録財に指定された。建築家ウィリアム・B・イットナーが1920年代後半にこの校舎を設計した。コロニアル復古調であり、石の基礎、レンガの壁、アスファルト・シングルの屋根が使われている。イットナーは他にも30以上の歴史登録財を設計した。

### フェアモント州立大学
フェアモント州立大学は公立大学であり、学生数は約7,700人である。経営学、教育学、刑法学、看護学で修士学位を提供する他、90の学士取得コース、50の准学士取得コースもある。元々フェアモント師範学校という名称であり、フェアモント・アベニューと2番通りの角にあったが、1917年に現在の場所に移転された。

### プリケッツ砦州立公園
プリケッツ砦州立公園は広さ22エーカー (8.9 ha) の州立公園であり、初期ヨーロッパ人開拓者をインディアンからの襲撃から守るために建設された歴史的な砦である。1768年のスタンウィックス砦条約の後で開拓者に割り当てられた領土について不和があった。

### その他の見どころ
- バレーフォールズ州立公園、市の東にある
- ジョニー・ジョンソン・ブルースとジャズ祭が毎年市内で開催されている
- フェアモントの全米ホワイトカラー犯罪センターが、経済犯罪とハイテク犯罪について防止、捜査、告発に関わる法執行機関への全国的な支援を行っている
- ゴダード宇宙飛行センターが管理するNASA独立検査検証施設には、150人以上の常勤職員、20人以上の派遣契約職員がいる[17]
- ジェイコブス・ハッチンソン・ブロック・ビルは人民国定銀行およびフレンドリー・ファニチャー・ストアとも呼ばれている
- エリアル・ポート体操センターは、1984年オリンピックのメダリスト、メアリー・ルー・レットンが練習を積んだ場所である。現在は元ABCプリンティングの場所に移された

## 著名な出身者

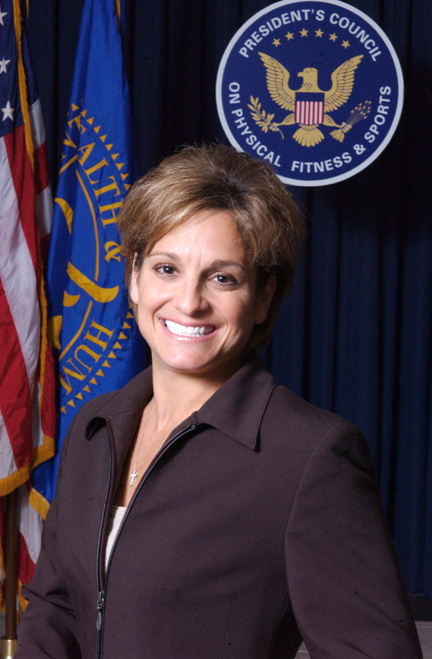
メアリー・ルー・レットン、ロサンゼルスオリンピック体操女子個人総合で金メダリスト、東欧以外では初めてだった

- デビッド・カーペンター、メジャーリーグベースボール選手、ワシントン・ナショナルズ他
- フランク・エベレスト、アメリカ空軍の士官、1950年代に超音速実験機X-2のテストパイロット、「生きている世界最速の男」と言われた
- フランシス・ピアポント、南北戦争のときに北軍が支配したバージニア州の知事、「ウェストバージニア州の父」と呼ばれる
- メアリー・ルー・レットン、ロサンゼルスオリンピック体操女子個人総合で金メダリスト、フィットネスとスポーツに関する大統領諮問委員会委員[18]
- ニック・セイバン、アラバマ大学フットボールチームのヘッドコーチ